# Jochen Klöck
Jochen Klöck (* 1965) ist ein deutscher Zeitungsjournalist und Dokumentarfilmer.

## Leben und Wirken
Klöck absolvierte ein Magister-Studium der Politikwissenschaften in München und besuchte zwei Jahre die Axel-Springer-Journalistenschule in Berlin. Ab 1992 schrieb er Reportagen für Zeitschriften und Magazine wie Bild am Sonntag, Stern und Brigitte, ab Ende der 1990er Jahre arbeitete er als Reporter für SAT.1. Nach einiger Zeit als CvD und Redaktionsleiter bei der Produktionsfirma Medienkontor FFP gründete er mit Kollegen die Hans Otto Film GbR, der er bis 2016 angehörte. Seitdem dreht er als freier Autor Reportagen für verschiedene Fernsehsender. Für den Beitrag Das tödliche Erbe des Diktators in der Zeitschrift Brigitte wurde er 1996 mit dem Medienpreis der Deutschen AIDS-Stiftung ausgezeichnet. Sein Film Plan b "Das große Brummen" erhielt 2019 im Rahmen der Internationalen Naturfilmfestivals Green Screen eine Nominierung für den Heinz-Sielmann-Preis.